# طوین
طوین یکی از روستاهای زیبای استان آذربایجان شرقی است که در دهستان کاغذکنان مرکزی بخش کاغذکنان شهرستان میانه واقع شده‌است.